# Hem, Norge
Hem är en tätort i Larviks kommun i Vestfold fylke i sydöstra Norge. Orten ligger vid fylkesväg 303, nära gränsen till Sandefjords kommun.
Tidigare har orten tillhört dåvarande Tjøllings kommun.